# Rattus andamanensis
Rattus andamanensis (раніше відомий як Rattus sikkimensis) — один з видів гризунів роду пацюків (Rattus).

## Поширення
Країни поширення: Бутан, Камбоджа, Китай (Гуйчжоу, Хайнань, Тибет), Гонконг, Індія, Лаос, М'янма, Непал, Таїланд, В'єтнам. Живе приблизно від рівня моря до приблизно 2000 м над рівнем моря. Присутній у різних лісових місцях проживання та регіонів лісу. Часто зустрічається на землях сільського господарства, лісових районах, навколо будинків.

## Морфологія
Гризуни середнього розміру, голова та тіло завдовжки 128—185 мм, хвіст — 172—222 мм, стопа — 32—36 мм, вуха — 20—25 мм; вага до 155 г.

## Зовнішність
Хутро довге і щільне. Верхні частини коричнево-оранжеві, посипані довшими чорнуватими волосками, особливо на задній частині, тоді як нижні частини кремово-білі, іноді на грудях спостерігається червонуватий наліт. Роздільна лінія вздовж боків чітка. Вуха довгі. Вібриси довгі та густі. Задня стопа покрита дрібними білими і темними волосками. Хвіст довше голови та тіла, він рівномірно темно-коричневий і у деяких особин має білястий кінчик. У самок є 3 пари грудних сосків і 3 пахових.

## Звички
Це дуже деревний вид. 

## Загрози та охорона
Немає серйозних загроз для цього виду. Мабуть присутній у багатьох охоронних територіях.